# Cyclops potamius
Cyclops potamius is een eenoogkreeftjessoort uit de familie van de Cyclopidae. De wetenschappelijke naam van de soort is voor het eerst geldig gepubliceerd in 1913 door Burckhardt.